# Исихара, Тацуки
Тацуки Исихара (яп. 石原樹, род. 26 июня 2001, Гумма) — японский дзюдоист, чемпион Азии 2024 года, двукратный призёр чемпионатов мира 2024 и 2025 годов.

## Карьера
В 2024 году стал чемпионом Азии в весовой категории до 73 кг, который состоялся в Гонконге. В финале одержал победу над соперником из Узбекистана Муроджоном Юлдашевым.
На предолимпийском чемпионате мира 2024 года, который проходил в Абу-Даби завоевал серебряную медаль, уступив в поединке за титул азербайджанцу Хидаяту Гейдарову.
В июне 2025 года на чемпионате мира в Будапеште в весовой категории до 73 кг завоевал бронзовую медаль. В схватке за третье место одолел соперника из Италии Мануэля Ломбардо.